# Biblioteca de la Universitat de Sydney
La Biblioteca de la Universitat de Sydney és un conjunt de biblioteques de la Universitat i comprèn vuit ubicacions en diversos campus de la universitat. La seva biblioteca més gran, la Biblioteca Fisher, porta el seu nom per Thomas Fisher, un benefactor de la primera època.
Entre la col·lecció hi ha molts articles rars, com ara una de les dues còpies existents de l' Evangeli de Bernabé de Sir Isaac Newton, que també està disponible a les col·leccions digitals. El 2017, un membre del personal va descobrir un esbós original de Giorgione amb una data definitiva i la causa de la mort escrita per ell, informació que s'havia perdut durant més de 500 anys en una edició de la Divina Comèdia de Dante Alighieri de 1497. Aquesta còpia de la Divina Comèdia i la inscripció i esbós de tinta estan disponibles a les col·leccions digitals.

## Una història breu de la Biblioteca
El 1885, la Universitat va rebre trenta mil lliures de la finca del desaparegut Thomas Fisher, boter jubilat i inversor immobiliari, per utilitzar-les "per establir i mantenir una biblioteca".
A la Universitat hi havia una diferència d'opinions sobre com gastar el llegat. El canceller va pensar que el fons s'hauria d'utilitzar per a un edifici i per contribuir al salari d'un bibliotecari, però el vicerector i el comitè de biblioteques van preferir comprar llibres. El 1887 es va arribar a un compromís. Es van reservar 20.000 lliures esterlines més interessos acumulats per a un fons immobiliari amb l'esperança que el govern proporcionés fons i 10.000 lliures esterlines es van destinar a una dotació per a llibres.
Després de molts canvis d'opinió i retards, el govern de Nova Gal·les del Sud va acordar finançar el cost total d'un nou edifici de biblioteques i el capital de Fisher es podria preservar com a fons de llibres. L'arquitecte governamental Walter Vernon va elaborar els plànols per a la biblioteca i la construcció va durar vuit anys.
La Biblioteca Fisher es va inaugurar el 1909. La sala de lectura tenia una tradició gòtica amb un magnífic sostre de cedre, però la pila de llibres contigua a diversos nivells tenia un disseny avançat, inclosos dos elevadors de llibres elèctrics. La sala de lectura és ara la sala MacLaurin.

## Biblioteca Fisher

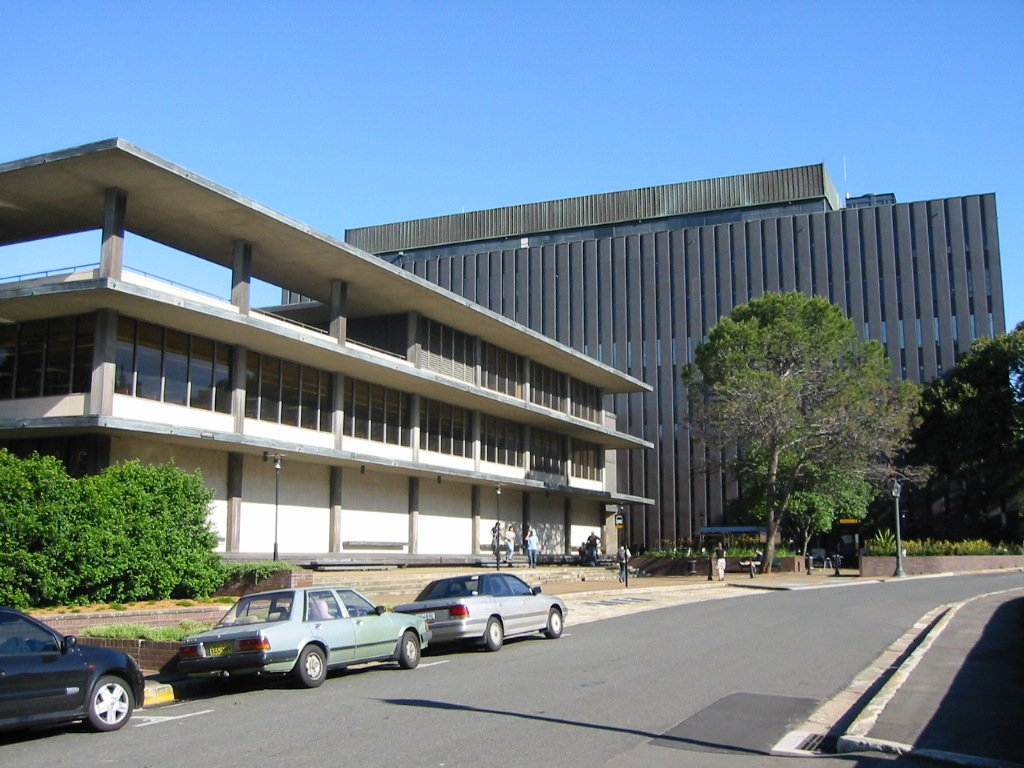
Biblioteca Fisher, Universitat de Sydney. A l'esquerra de la imatge es troba Fisher North i a la dreta es troba Fisher South.

Fisher Library és el primer i més gran element del sistema bibliotecari, situada a Eastern Avenue del campus Camperdown, al costat de Victoria Park. La Fisher Library és per a estudiants i personal de la Universitat de Sydney. La seva col·lecció se centra en humanitats, ciències socials i disciplines comercials. L'original biblioteca Fisher, al segle xix, es trobava al Quadrangle de l'actual Sala del Senat. La biblioteca Fisher construïda específicament es va completar el 1908 a l'angle sud-oest del Quadrangle, amb la seva antiga sala de lectura ara coneguda com MacLaurin Hall. La biblioteca es va traslladar a la seva ubicació actual el 1962. Tot i que sembla ser un edifici, la universitat ho classifica com dos edificis separats que estan connectats per zones de vestíbul als pisos inferiors.

## Altres biblioteques
La resta de biblioteques de la Universitat de Sydney estan majoritàriament adscrites a diferents departaments i facultats. Aquestes biblioteques han especialitzat les seves col·leccions, però es poden utilitzar sense restriccions.
- Biblioteca d' Arquitectura
- Badham Library  - Medicina veterinària, Agricultura, Biologia
- Biblioteca Burkitt-Ford  - Assistència sanitària pública, Medicina
- Biblioteca Camden  ( Camden Campus ) - Medicina veterinària, Agricultura * Col·lecció  Recursos curriculars  (dins del programa  Fisher Undergraduate ) - Pedagogia
- Biblioteca per a Odontologia (al recinte del "Sydney Dental Hospital")
- Col·lecció de l'Àsia Oriental (dins de "Fisher Research Library")
- Biblioteca per a enginyeria
- Biblioteca de Ciències Mèdiques ("Cumberland Campus")
- Biblioteca de dret ( St. James Campus )
- Biblioteca Madsen  - Química, Ciències de la Terra, Biologia molecular
- Biblioteca de Matemàtiques
- Biblioteca de Medicina
- Biblioteca musical
- Biblioteca Narrabri  ( Watson Wheat Research Center ) - Agricultura
- Biblioteca per a Infermeria ( Mallett Strett Campus )
- Orange Library  ( Orange Campus )
- Biblioteca per a Física
- Llibres rars (a la "Biblioteca de recerca Fisher")
- Biblioteca de Belles Arts Schaeffer  - fusionada amb la  Power Research Library of Contemporary Art
- Revista ("Darlington Repository Library")
- Biblioteca del  Sydney College of the Arts  ( Sydney College of the Arts Campus ) * Biblioteca del  Sydney Conservatorium of Music  ( Sydney Conservatorium of Music Campus )